# Nadja Schaus
Nadja Schaus (* 8. November 1984 in Worms) ist eine deutsche Volleyball-Nationalspielerin.

## Karriere
Nadja Schaus spielte zunächst beim TuS Worms/Hochheim, beim VCO Sinsheim und beim SV Sinsheim. Mit Bayer Leverkusen wurde sie 2004 Deutsche Vizemeisterin und 2005 Deutsche Vize-Pokalsiegerin sowie Vize Europapokalsiegerin. Mit dem 1. VC Wiesbaden wurde sie 2010 Deutsche Vizemeisterin. Mit dem Schweriner SC errang sie 2011 die Deutsche Meisterschaft, anschließend wechselte sie zu Allianz MTV Stuttgart. 2012/13 spielte Nadja Schaus in Italien bei Sigel Pallavolo Marsala. 2013/14 spielte sie wieder in der Bundesliga beim USC Münster. 2014 wechselte Schaus zum Ligakonkurrenten Köpenicker SC und im Januar 2015 zum SC Potsdam. In der Saison 2016/17 spielte sie in der Schweiz bei Volley Köniz. 2017 kehrte sie für den Rest der Saison zum USC Münster in die deutsche Bundesliga zurück. Seit 2018 spielt Schaus in Luxemburg bei CS Gym Volley Bonneweg.
Für die deutsche Nationalmannschaft bestritt Nadja Schaus 54 Länderspiele.